# Liga ACB
Liga Asociación de Clubs de Baloncesto je najviše košarkaško natjecanje u Španjolskoj. Osnovano je 1956. kao Nacionalna liga, a tek 1983. mjenjaju ime u današnje. Liga ACB sastoji se od 18 klubova članova Asociación de Clubs de Baloncesto (Udruženja košarkaših klubova), uključujući: Real Madrid, FC Barcelonu, Estudiantes, DKV Joventut, Tau Cerámicu, Pamesu i Unicaju.

## Pravila
Svaka momčad mora odigrati dva susreta za protivničkom momčadi. Jednom doma i jednom u gostima. Nakon regularnog djela sezone u kojoj je svaka momčad odigrala 34 susreta, slijedi doigravanje. Najboljih osam momčadi nastavlju u doigravanju, ali tako da momčad koja je sakupila najviše bodova igra s onom momčadi koja je ušla u doigravanje, a ima najmanje bodova. Sustav je vrlo sličan onome kao u NBA, ali kraći, odnosno ima manje utakmica u doigravanju. 

## Španjolsko prvenstvo (Liga Española, 1957. – 1983.)
| Sezona   | Broj klubova | Prvak                    | Viceprvak                        | Trećeplasirani                      |
| -------- | ------------ | ------------------------ | -------------------------------- | ----------------------------------- |
| 1957.    | 6            | Real Madrid (1)          | Barcelona (1)                    | Orillo Verde Sabadell (1)           |
| 1958.    | 10           | Real Madrid (2)          | Juventud de Badalona (1)         | Aismalibar Moncada (1)              |
| 1958/59. | 12           | Barcelona (1)            | Real Madrid (1)                  | Juventud de Badalona (1)            |
| 1959/60. | 12           | Real Madrid (3)          | Juventud de Badalona (2)         | Orillo Verde Sabadell (2)           |
| 1960/61. | 12           | Real Madrid (4)          | Orillo Verde Sabadell (1)        | Barcelona (1)                       |
| 1961/62. | 10           | Real Madrid (5)          | Juventud de Badalona (3)         | Estudiantes Madrid (1)              |
| 1963.    | 12           | Real Madrid (6)          | Estudiantes Madrid (1)           | Juventud de Badalona (2)            |
| 1963/64. | 14           | Real Madrid (7)          | Picadero JC Barcelona (1)        | Juventud de Badalona (3)            |
| 1965.    | 8            | Real Madrid (8)          | Picadero JC - Damm Barcelona (2) | Juventud de Badalona - Fantasit (4) |
| 1965/66. | 10           | Real Madrid (9)          | Picadero JC Barcelona (3)        | CD Mataro (1)                       |
| 1966/67. | 11           | Juventud de Badalona (1) | Real Madrid (2)                  | Estudiantes Madrid (2)              |
| 1967/68. | 11           | Real Madrid (10)         | Estudiantes Madrid (2)           | Juventud de Badalona (5)            |
| 1968/69. | 12           | Real Madrid (11)         | Juventud de Badalona (4)         | Picadero JC Barcelona (1)           |
| 1969/70. | 12           | Real Madrid (12)         | Picadero JC Barcelona (4)        | Juventud de Badalona (6)            |
| 1970/71. | 12           | Real Madrid (13)         | Juventud de Badalona (5)         | Picadero JC Barcelona (2)           |
| 1971/72. | 12           | Real Madrid (14)         | Barcelona (2)                    | Juventud de Badalona (7)            |
| 1972/73. | 16           | Real Madrid (15)         | Juventud de Badalona (6)         | Barcelona (2)                       |
| 1973/74. | 15           | Real Madrid (16)         | Barcelona (3)                    | Juventud de Badalona (8)            |
| 1974/75. | 12           | Real Madrid (17)         | Barcelona (4)                    | Juventud de Badalona (9)            |
| 1975/76. | 12           | Real Madrid (18)         | Barcelona (5)                    | Juventud de Badalona (10)           |
| 1976/77. | 12           | Real Madrid (19)         | Barcelona (6)                    | Juventud de Badalona (11)           |
| 1977/78. | 12           | Juventud de Badalona (2) | Real Madrid (3)                  | Barcelona (3)                       |
| 1978/79. | 12           | Real Madrid (20)         | Barcelona (7)                    | Joventut de Badalona (12)           |
| 1979/80. | 12           | Real Madrid (21)         | Barcelona (8)                    | Joventut de Badalona (13)           |
| 1980/81. | 14           | Barcelona (2)            | Estudiantes Madrid (3)           | Real Madrid (1)                     |
| 1981/82. | 14           | Real Madrid (22)         | Barcelona (9)                    | CB Cotonificio Badalona (1)         |
| 1982/83. | 14           | Barcelona (3)            | Real Madrid (4)                  | CB Areslux Granollers (1)           |

### Prvaci i doprvaci
| Klub                 | Prvaci | Doprvaci | Ukupno |
| -------------------- | ------ | -------- | ------ |
| Real Madrid          | 22     | 4        | 26     |
| Barcelona            | 3      | 9        | 12     |
| Joventut Badalona    | 2      | 6        | 8      |
| Picadero Barcelona   |        | 4        | 4      |
| Estudiantes Madrid   |        | 3        | 3      |
| Orilo Verde Sabadell |        | 1        | 1      |

## ACB finala (1983.- danas)
| Sezona    | Momčadi | Prvak                         | Finalist                      | Rezultat | MVP finala           | Trener prvaka       | Prvak ligaškog dijela         |
| --------- | ------- | ----------------------------- | ----------------------------- | -------- | -------------------- | ------------------- | ----------------------------- |
| 1983./84. | 16      | Real Madrid                   | Barcelona                     | 2-1      | N/A                  | Lolo Sainz          | Real Madrid                   |
| 1984./85. | 16      | Real Madrid                   | Joventut Badalona             | 2-1      | N/A                  | Lolo Sainz          | Real Madrid                   |
| 1985./86. | 16      | Real Madrid                   | Barcelona                     | 2-0      | N/A                  | Lolo Sainz          | Real Madrid                   |
| 1986./87. | 16      | Barcelona                     | Joventut Badalona             | 3-1      | N/A                  | Aíto García Reneses | Barcelona                     |
| 1987./88. | 16      | Barcelona                     | Real Madrid                   | 3-2      | N/A                  | Aíto García Reneses | Barcelona                     |
| 1988./89. | 24      | Barcelona                     | Real Madrid                   | 3-2      | N/A                  | Aíto García Reneses | Barcelona                     |
| 1989./90. | 24      | Barcelona                     | Joventut Badalona             | 3-0      | N/A                  | Aíto García Reneses | Barcelona                     |
| 1990./91. | 24      | Joventut Badalona             | Barcelona                     | 3-1      | Corny Thompson       | Lolo Sainz          | Joventut Badalona             |
| 1991./92. | 24      | Joventut Badalona             | Real Madrid                   | 3-2      | Mike Smith           | Lolo Sainz          | Joventut Badalona             |
| 1992./93. | 22      | Real Madrid                   | Joventut Badalona             | 3-2      | Arvydas Sabonis      | Clifford Luyk       | Real Madrid                   |
| 1993./94. | 20      | Real Madrid                   | Barcelona                     | 3-0      | Arvydas Sabonis      | Clifford Luyk       | Real Madrid                   |
| 1994./95. | 20      | Barcelona                     | CB Unicaja Málaga             | 3-2      | Michael Ansley       | Aíto García Reneses | Barcelona                     |
| 1995./96. | 20      | Barcelona                     | Caja San Fernando Sevilla     | 3-0      | Xavi Fernández       | Aíto García Reneses | Barcelona                     |
| 1996./97. | 18      | Barcelona                     | Real Madrid                   | 3-2      | Roberto Dueñas       | Aíto García Reneses | Real Madrid                   |
| 1997./98. | 18      | TDK Manresa                   | Tau Cerámica Baskonia Vitoria | 3-1      | Joan Creus           | Luis Casimiro       | Tau Cerámica Baskonia Vitoria |
| 1998./99. | 18      | Barcelona                     | Caja San Fernando Sevilla     | 3-0      | Derrick Alston       | Aíto García Reneses | Barcelona                     |
| 1999./00. | 18      | Real Madrid                   | Barcelona                     | 3-2      | Alberto Angulo       | Sergio Scariolo     | Barcelona                     |
| 2000./01. | 18      | Barcelona                     | Real Madrid                   | 3-0      | Pau Gasol            | Aíto García Reneses | Barcelona                     |
| 2001./02. | 18      | Tau Cerámica Baskonia Vitoria | CB Unicaja Málaga             | 3-0      | Elmer Bennett        | Duško Ivanović      | Barcelona                     |
| 2002./03. | 18      | Barcelona                     | Pamesa Valencia               | 3-0      | Šarūnas Jasikevičius | Svetislav Pešić     | Barcelona                     |
| 2003./04. | 18      | Barcelona                     | Adecco Estudiantes Madrid     | 3-2      | Dejan Bodiroga       | Svetislav Pešić     | Tau Cerámica Baskonia Vitoria |
| 2004./05. | 18      | Real Madrid                   | Tau Cerámica Baskonia Vitoria | 3-2      | Louis Bullock        | Božidar Maljković   | Tau Cerámica Baskonia Vitoria |
| 2005./06. | 18      | CB Unicaja Málaga             | Tau Cerámica Baskonia Vitoria | 3-0      | Jorge Garbajosa      | Sergio Scariolo     | CB Unicaja Málaga             |
| 2006./07. | 18      | Real Madrid                   | Winterthur Barcelona          | 3-1      | Felipe Reyes         | Joan Plaza          | Tau Cerámica Baskonia Vitoria |
| 2007./08. | 18      | Tau Cerámica Baskonia Vitoria | AXA Barcelona                 | 3-0      | Pete Mickeal         | Neven Spahija       | Real Madrid                   |
| 2008./09. | 17      | Regal Barcelona               | Tau Cerámica Baskonia Vitoria | 3-1      | Juan Carlos Navarro  | Xavier Pascual      | Tau Cerámica Baskonia Vitoria |
| 2009./10. | 18      | Caja Laboral Baskonia Vitoria | Regal Barcelona               | 3-0      | Tiago Splitter       | Duško Ivanović      | Regal Barcelona               |
| 2010./11. | 18      | Regal Barcelona               | CD Bizkaia Bilbao Basket      | 3-0      | Juan Carlos Navarro  | Xavier Pascual      | Regal Barcelona               |
| 2011./12. | 18      | Barcelona Regal               | Real Madrid                   | 3-2      | Erazem Lorbek        | Xavier Pascual      | Barcelona Regal               |
| 2012./13. | 18      | Real Madrid                   | Barcelona Regal               | 3-2      | Felipe Reyes         | Pablo Laso          | Real Madrid                   |
| 2013./14. | 18      | Barcelona                     | Real Madrid                   | 3-1      | Juan Carlos Navarro  | Xavier Pascual      | Real Madrid                   |
| 2014./15. | 18      | Real Madrid                   | Barcelona                     | 3-0      | Sergio Llull         | Pablo Laso          | Real Madrid                   |

### Statistika u finalima
Zaključno sa sezonom 2014./15. 
| Klub                     | Pob. | Por. | Uk. |
| ------------------------ | ---- | ---- | --- |
| Barcelona                | 15   | 10   | 25  |
| Real Madrid              | 10   | 7    | 17  |
| Saski Baskonia Vitoria   | 3    | 4    | 7   |
| Joventut Badalona        | 2    | 4    | 6   |
| CB Unicaja Málaga        | 1    | 2    | 3   |
| CB Manresa               | 1    |      | 1   |
| CB Sevilla               |      | 2    | 2   |
| CD Bizkaia Bilbao Basket |      | 1    | 1   |
| Estudiantes Madrid       |      | 1    | 1   |
| Valencia                 |      | 1    | 1   |

## Ukupno prvaci i doprvaci (Liga Española + ACB)
Zaključno sa sezonom 2014./15.
| Klub                     | Prvak | Drugi | Ukupno |
| ------------------------ | ----- | ----- | ------ |
| Real Madrid              | 32    | 11    | 43     |
| Barcelona                | 18    | 19    | 37     |
| Joventut Badalona        | 4     | 10    | 14     |
| Saski Baskonia Vitoria   | 3     | 4     | 7      |
| CB Unicaja Málaga        | 1     | 2     | 3      |
| CB Manresa               | 1     |       | 1      |
| Picadero Barcelona       |       | 4     | 4      |
| Estudiantes Madrid       |       | 4     | 4      |
| CB Sevilla               |       | 2     | 2      |
| CD Bizkaia Bilbao Basket |       | 1     | 1      |
| Orilo Verde Sabadell     |       | 1     | 1      |
| Valencia                 |       | 1     | 1      |

## Vanjske poveznice
- Službena stranica
- Službena stranica na engleskom  Arhivirana inačica izvorne stranice od 4. rujna 2011. (Wayback Machine)
- sezone lige ACB na linguasport.com
- Popis klubova sudionika Španjolskog pvenstva i ACB lige od 1957.